# Walter Villalba
Walter Roberto Villalba Paniagua, noto semplicemente come Walter Villalba (Asunción, 22 ottobre 1977), è un ex giocatore di calcio a 5 paraguaiano.

## Biografia
È fratello di Carlos (1972) e René Villalba (1981), entrambi giocatori professionisti di calcio a 5. I tre hanno partecipato insieme al Coppa del Mondo 2004 mentre Walter e René hanno condiviso buona parte della carriera sportiva, sia nei club che in nazionale.

## Carriera
Per oltre un decennio ha fatto parte della Nazionale di calcio a 5 del Paraguay, partecipando a una Copa América e a tre Mondiali: Taipei 2004, Brasile 2008 e Thailandia 2012.

## Palmarès
- Campionato di Serie B: 1

ISEF: 2009-10 (girone F)